# Pico do petróleo

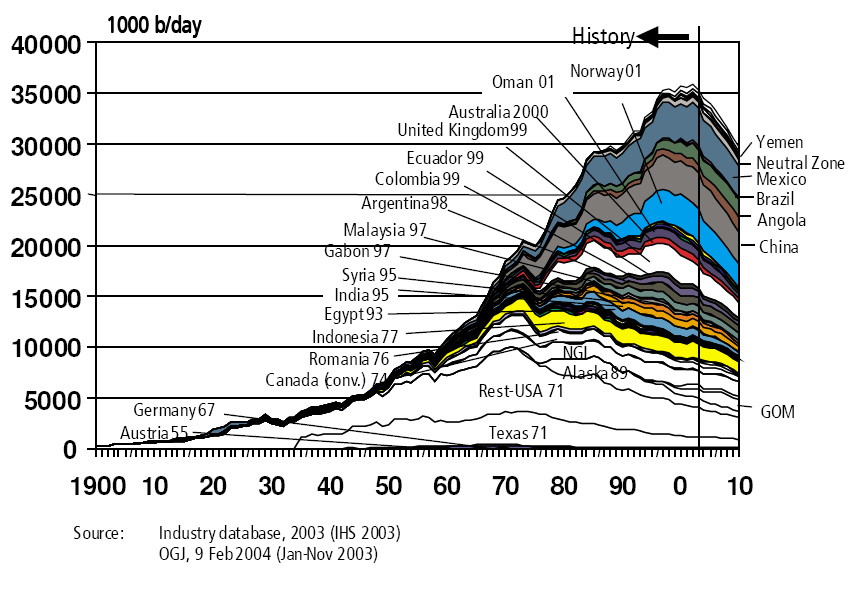
Previsões do governo estadunidense em 2004 para a produção de petróleo fora dos países da OPEP e ex-União Soviética

A teoria do Pico do Petróleo ou Pico de Hubbert  proclama o inevitável declínio e subsequente término da produção de petróleo em qualquer área geográfica em questão. De acordo com a teoria, seja em apenas um poço de petróleo ou no planeta inteiro, a taxa de produção tende a seguir uma curva logística semelhante a uma curva normal. No início da curva (pré-pico), a produção aumenta com o acréscimo de infra-estrutura produtiva. Já na fase posterior (pós-pico), a produção diminui devido ao esgotamento gradual do recurso.

## Teoria do pico de Hubbert
O pico de Hubbert foi uma teoria inicialmente projetada na década de 50 cujo autor acusa a Economia neoclássica de violar as leis da termodinâmica. Todos os campos de petróleo relevantes exceto o saudita alcançaram seu pico em 2004. Isso tem causado uma excessiva especulação financeira em torno dos recursos naturais.

## Desenvolvimento histórico

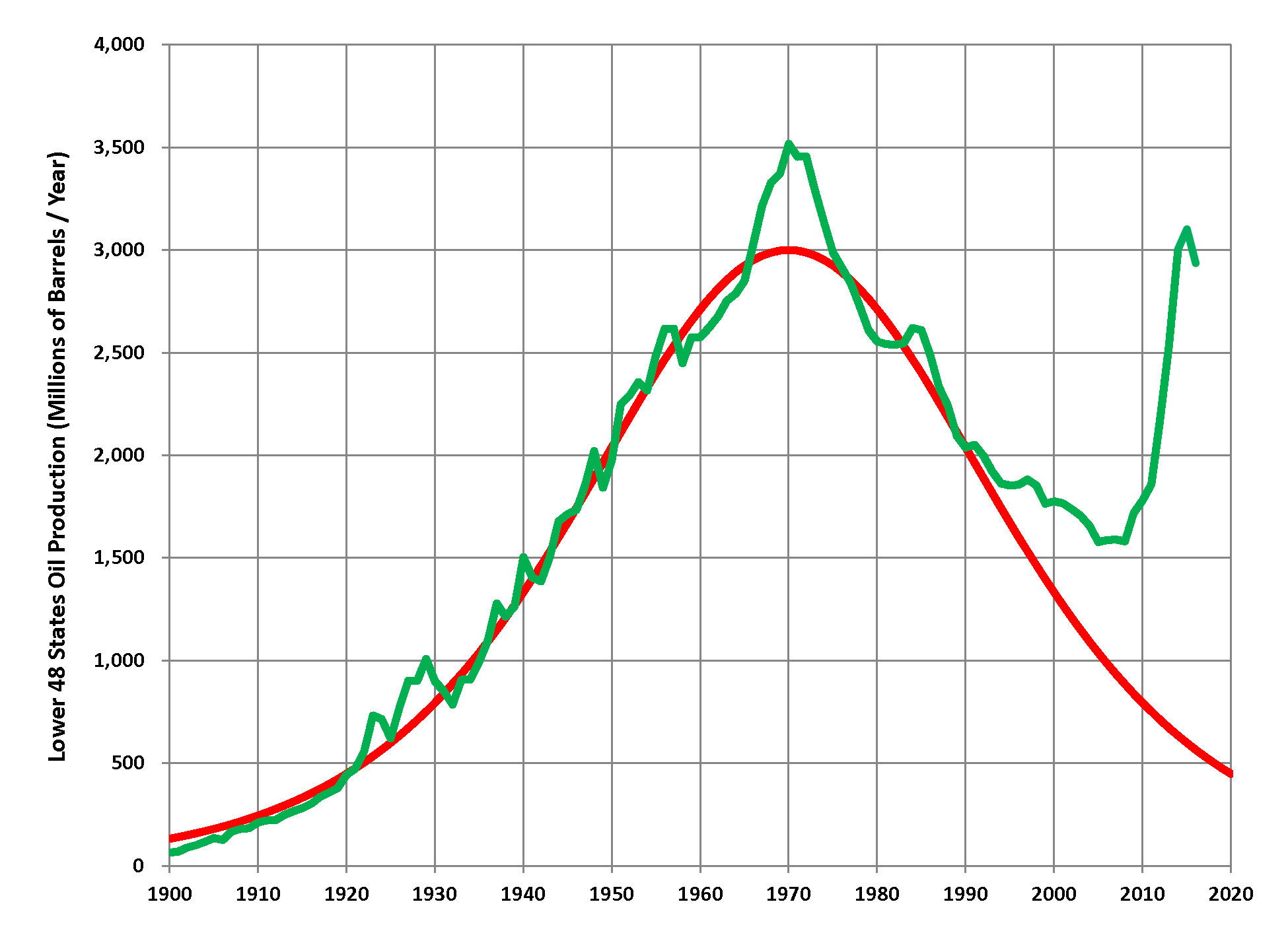
Previsão do limite superior de Hubbert para a produção de crude dos EUA (1956) e a produção real dos 48 estados inferiores até 2016.

O "Pico do Petróleo" como um substantivo próprio (Peak Oil em inglês) refere-se a um evento singular na história: o pico da produção do petróleo na Terra. Após este Pico, segundo a teoria, a produção global de petróleo ingressará em um estado de declínio terminal. A teoria deve seu nome a um geólogo estadunidense, Marion King Hubbert, que criou um modelo de reservas petrolíferas, e propôs em um informe técnico apresentado ao Instituto Americano do Petróleo em 1956 que a produção derivada de fontes convencionais nos Estados Unidos contíguos (Alasca excluído) atingiria seu ápice entre 1965 e 1970. O pico global ocorreria "mais ou menos meio século" após a publicação. King, que até então havia gozado de grande respeito em sua profissão, passou a ser ridicularizado e a sofrer ostracismo da parte de seus colegas.

## Polêmica
Quando o Pico do Petróleo ocorrerá é um assunto de grande controvérsia. Picos de produção são notadamente difíceis de prever, e em geral só podem ser identificados de maneira segura em retrospecto. A produção estadunidense culminou em 1971, apenas um ano mais tarde do que o previsto por Hubbert. O pico da descoberta de reservas petrolíferas por sua vez ocorreu em 1962. De acordo com as avaliações mais pessimistas, inclusive a do próprio Hubbert, o Pico do Petróleo já deveria ter ocorrido. Estimativas mais respeitáveis quanto à data exata abrangem o período entre 2005 e 2025, com maior número de previsões para o período 2015-2020.

## Possíveis consequências
Opiniões sobre os efeitos do Pico do Petróleo, e o declínio terminal a seguir, variam enormemente. Alguns prevêem que a economia de mercado proverá uma solução que impedirá disrupções graves. Outros avistam um cenário apocalíptico: a dissolução econômica global, o completo colapso das sociedades industrializadas, e o perecimento da maior parte da população do planeta devido à fome, epidemias e conflitos armados.